# Aratus CA
Aratus CA ist eine Oberflächenstruktur auf dem Mond. Er ist nicht, wie der Name es nahelegen würde, ein Nebenkrater von Aratus, sondern eine vom Hauptkrater weit entfernte und mit diesem nicht zusammenhängende Senke in der Ebene des Mare Serenitatis. Nördlich von Aratus CA verläuft Dorsum Owen Richtung Norden. Nahebei liegen die kleinen Krater Manuel und Yoshi.
Weiter ist ungewöhnlich, dass Teile dieser Senke einzeln benannt wurden:
| Name            | Position           | Größe | Link |
| --------------- | ------------------ | ----- | ---- |
| Rima Sung-Mei   | 24,57° N, 11,28° O | 4 km  |      |
| Vallis Christel | 24,52° N, 11,09° O | 2 km  |      |
| Vallis Krishna  | 24,48° N, 11,25° O | 3 km  |      |

Als nicht von der IAU autorisierte Namen der Struktur erscheinen sowohl Lorca (bezugnehmend auf Federico García Lorca) als auch Krishna (bezugnehmend auf die indische Gottheit Krishna).